# Сен-П'єр (округ, Реюньйон)
Округ Сен-П'єр (фр. Arrondissement de Saint-Pierre (La Réunion)) — округ у Франції, в департаменті Реюньйон. 2023 року округ об'єднував 10 муніципалітетів, населення становило 312 126 осіб.
Адміністративний центр (супрефектура) — Сен-П'єр.

## Муніципалітети
Список муніципалітетів округу та їхні коди INSEE:
1. Антр-Де (97403)
2. Ле-Тампон (97422)
3. Лез-Авірон (97401)
4. Л'Етан-Сале (97404)
5. Петіт-Іль (97405)
6. Сен-Жозеф (97412)
7. Сен-Луї (97414)
8. Сен-П'єр (97416)
9. Сен-Філіпп (97417)
10. Сілао (97424)